# 日本圧着端子製造
日本圧着端子製造株式会社（にほんあっちゃくたんしせいぞう、英: J.S.T.MFG.CO.,LTD.、通称：JST）は、主にコネクタ、圧着端子を製造する電子接続部品メーカー大手である。

## 本社
- 所在地 - 大阪市中央区道修町三丁目4番7号
- 2013年6月竣工。設計はアトリエキシシタ、施工は鹿島建設。大阪の商業の中心地とされる船場に所在。外壁全面に4寸角の国産杉材を格子状に取り付けたデザイン、防火地域における外装の木質化への挑戦的な試み、外部と内部を緩やかにつなぐ緩衝装置として機能などが評価され、第34回大阪都市景観建築賞奨励賞を受賞[1]。

## 沿革
- 1957年 創業。

## 主な製品
コネクタ
- 圧着コネクタ
- 圧接コネクタ

など
圧着端子
- 裸圧着端子
- 絶縁被覆付圧着端子

など
圧着接続子
- 裸圧着スリーブ
- 絶縁被覆付圧着接続子

など
タワミ導体(シャントワイヤー)
圧着機器
- 手動工具
- 油圧式工具
- 自動機

など